# Cosmic Gate

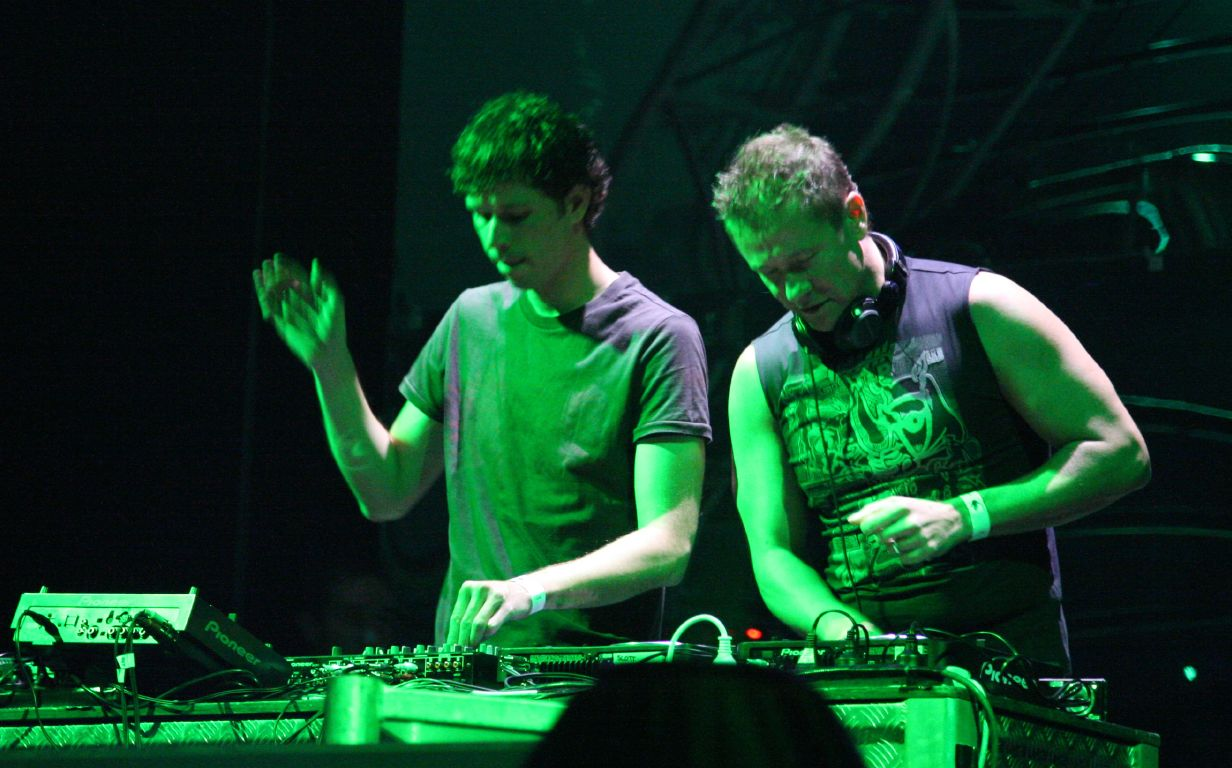
Cosmic Gate 2006 bei einem Auftritt in Melbourne (Australien). Von links: Claus Terhoeven (Nic Chagall) und Stefan Bossems (DJ Bossi).

Cosmic Gate ist ein 1997 gegründetes DJ-Projekt von Stefan Bossems (* 27. Februar 1967 in Mönchengladbach) alias DJ Bossi und Claus Terhoeven (* 10. November 1972 in Duisburg) alias Nic Chagall.

## Mitglieder

### Stefan Bossems alias DJ Bossi
Stefan Bossems ist seit 1986 als DJ tätig, er war Resident-DJ im Glaspalast in Dinslaken.

### Claus Terhoeven alias Nic Chagall
Claus Terhoeven ist seit 1989 als DJ tätig, unter anderem als Resident-DJ in der Gelderner Diskothek E-Dry. Er ist außerdem Gründungsmitglied des Essential DJ-Team.

## Bandgeschichte
Das Duo lernte sich 1997 durch Zufall in den Büroräumen eines deutschen Musiklabels kennen. In der Folgezeit kreierte es einige Hits, die weltweit Erfolg hatten. Heute sind Cosmic Gate eines der bekanntesten und erfolgreichsten DJ-Duos der Welt. Auf „The DJ List“, einem Internetverzeichnis der angesagtesten DJs der Welt, wählte man sie auf Platz 23 und seit 3 Jahren in Folge haben sie einen festen Stammplatz in der DJ Mag Top 100, dem Who-Is-Who der erfolgreichsten DJs der Welt.
Produktionen wie „The Drums“, „Back To Earth“, „Exploration of Space“, „The Truth“, „Raging“ oder „Fire Wire“ stammen von Cosmic Gate.
Mit insgesamt sieben Top 40 Chart-Singles und zwei erfolgreichen Chart-Alben – „Rhythm & Drums“ und „No more Sleep“ – war das DJ-Duo in Deutschland in den offiziellen Media Control Verkaufscharts vertreten. Mittlerweile gibt es auch eine Vielzahl an Cosmic Gate Remixen u. a. für Tiësto (Urban Train), Ferry Corsten (Punk), Blank & Jones (DFF), Svenson & Gielen (Answer the Question), Vanessa-Mae (White Bird) usw.
Im Sommer 2005 veröffentlichten Cosmic Gate „Back 2 Back Vol. 2“, den zweiten Teil ihrer eigenen Mix Compilation Serie, auf dem weltweit führenden Trance-Label Black Hole Recordings.

## Diskografie

### Alben
- 2001: Rhythm & Drums
- 2002: No More Sleep
- 2004: Back 2 Back Vol. 1
- 2005: Back 2 Back Vol. 2
- 2006: Earth Mover
- 2007: Back 2 Back Vol. 3
- 2009: Sign Of The Times
- 2010: Back 2 Back Vol. 4
- 2011: Back 2 The Future
- 2011: Wake Your Mind
- 2014: Start To Feel
- 2017: Materia Chapter.One
- 2017: Materia Chapter.One & Materia Chapter.Two (The Extended Mixes)
- 2021: Mosaiik Chapter.One

### Singles
- 1999: The Drums
- 1999: Mental Atmosphere
- 2000: Somewhere Over The Rainbow / Fire Wire
- 2001: Exploration Of Space / Melt To The Ocean
- 2002: Back To Earth / Hardcore
- 2002: The Truth
- 2002: The Wave / Raging (feat. Jan Johnston)
- 2003: Human Beings
- 2004: Different Concept EP Part 1
- 2004: Different Concept EP Part 2
- 2005: I Feel Wonderful (feat. Jan Johnston)
- 2005: The Drums 2005
- 2006: Should've Known
- 2007: Analog Feel
- 2007: Consciousness
- 2007: Body Of Conflict (feat. Denise Rivera)
- 2008: A Day That Fades (feat. Roxanne Emery)
- 2009: Not Enough Time (feat. Emma Hewitt)
- 2009: Sign Of The Times / F.A.V.
- 2009: Flatline (feat. Kyler England)
- 2009: Under Your Spell (feat. Aruna)
- 2010: Barra
- 2010: Fire Wire Remixes
- 2011: Raging
- 2011: Be Your Sound (feat. Emma Hewitt)
- 2012: Perfect Stranger
- 2012: Wake Your Mind (mit Cary Brothers)
- 2012: Calm Down (mit Emma Hewitt)
- 2013: So Get Up! – Texte und Gesang des griechisch-kalifornischen Dichters Ithaka (Ithaka Darin Pappas)
- 2014: Falling Back (mit Eric Lumiere)
- 2015: Going Home (mit Emma Hewitt)
- 2016: am2pm
- 2021: Feel It
- 2021: Nothing to Hide (feat. Diana Miro)
- 2022: We Got the Fire (feat. Olivia Sebastianelli)

### Remixe
- 1999: Green Court – Follow Me (Cosmic Gate Remix)
- 1999: Beam vs. Cyrus & The Joker – Launch In Progress (Cosmic Gate Remix)
- 1999: Sash! – Adelante (Cosmic Gate Remix)
- 2000: E Nomine – E Nomine (Cosmic Gate Remix)
- 2000: U 96 – Das Boot 2001 (Cosmic Gate Remix)
- 2000: Bossi – To The Sky (Cosmic Gate Remix)
- 2000: DJ Taucher – Science Fiction (Cosmic Gate Remix)
- 2000: Der Verfall – Mussolini (Cosmic Gate Remix)
- 2000: Beam & Yanou – Sound of Love (Cosmic Gate Remix)
- 2000: Balloon – Monstersound (Cosmic Gate Remix)
- 2000: Aquagen – Lovemachine (Cosmic Gate Remix)
- 2001: Talla 2XLC – World In My Eyes (Cosmic Gate Remix)
- 2001: Green Court – Inside Your Gate (Cosmic Gate Remix)
- 2001: Safri Duo – Samb Adagio (Cosmic Gate Remix)
- 2001: Vanessa-Mae – White Bird (Cosmic Gate Remix)
- 2002: Tiësto – Urban Train (Cosmic Gate Remix)
- 2002: Miss Shiva – Dreams 2002 (Cosmic Gate Remix)
- 2002: Blank & Jones – DJs, Fans & Freaks (D.F.F.) (Cosmic Gate Remix)
- 2002: Rank 1 – Awakening (Cosmic Gate Remix)
- 2002: Ferry Corsten – Punk (Cosmic Gate Remix)
- 2002: Sioux – Pho (Cosmic Gate Remix)
- 2002: DuMonde – God Music (Cosmic Gate Remix)
- 2002: 4 Strings – Diving (Cosmic Gate Remix)
- 2002: Svenson & Gielen – Answer The Question (Cosmic Gate Remix)
- 2004: Age Of Love – Age Of Love (Cosmic Gate Remix)
- 2004: Beam – Amun (Cosmic Gate Remix)
- 2005: C.Y.B. – Now (Cosmic Gate Remix)
- 2007: Armin van Buuren vs. Rank 1 – This World Is Watching Me (Cosmic Gate Remix)
- 2007: Kirsty Hawkshaw vs. Tenishia – Outsiders (Cosmic Gate Remix)
- 2007: Vincent de Moor – Fly Away (Cosmic Gate Remix)
- 2008: OceanLab – Sirens Of The Sea (Cosmic Gate Vocal & Dub Mix)
- 2008: Veracocha – Carte Blanche (Cosmic Gate Remix)
- 2008: Tiësto feat. Jes – Everything (Cosmic Gate Remix)
- 2008: Deadmau5 – Clockwork (Cosmic Gate Remix)
- 2009: Paul van Dyk feat. JohnyMcDaid – Home (Cosmic Gate Remix)
- 2009: John O’Callaghan – Find Yourself (Cosmic Gate Remix)
- 2009: Kyau & Albert – I Love You (Cosmic Gate Remix)
- 2010: Jes – Lovesong (Cosmic Gate Remix)